# Evelyn Ashford
Evelyn Ashford (n. 15 aprilie 1957, Shreveport, Louisiana, SUA) este o fostă atletă americană, specializată în alergări pe distanță scurtă. Având în palmares patru medalii de aur la Jocurile Olimpice, este una dintre cele mai titrate atlete din toate timpurile.

## Carieră
Americanca s-a calificat la vârstă de 19 ani la Jocurile Olimpice de la Montreal din 1976, unde a terminat pe locul al cincilea în proba de 100 de metri. Apoi a ajuns în fruntea clasamentului mondial, dar din cauza boicotului SUA la Jocurile Olimpice de la Moscova din 1980, a trebuit să aștepte până la Jocurile Olimpice din 1984 pentru a urca pe podiumul olimpic. La Los Angeles  Ashford a câștigat aurul în proba de 100 de metri și cu ștafeta de 4×100 de metri. În 1985 a devenit mamă. La Jocurile Olimpice din 1988 de la Seul, unde a fost selectată ca purtătoare a drapelului american, a luat argintul în proba de 100 de metri și aurul la ștafeta de 4×100 de metri. La 35 de ani, la Jocurile Olimpice de la Barcelona 1992, a câștigat din nou medalia de aur la ștafeta de 4×100 de metri.
Evelyn Ashford a doborât de două ori recordul mondial la 100 de metri, în anii 1983 și 1984. Timpul ei de 10,76 s a rezistat patru ani, până când Florence Griffith-Joyner a stabilit actualul record (10,49 s).

## Realizări
| An   | Competiție          | Locație                    | Loc | Eveniment | Note  |
| ---- | ------------------- | -------------------------- | --- | --------- | ----- |
| 1976 | Jocurile Olimpice   | Montréal, Canada           | 5   | 100 m     | 11,24 |
| 1976 | Jocurile Olimpice   | Montréal, Canada           | 7   | 4×100 m   | 43,35 |
| 1983 | Campionatul Mondial | Helsinki, Finlanda         | 8   | 100 m     | NT    |
| 1984 | Jocurile Olimpice   | Los Angeles, Statele Unite | 1   | 100 m     | 10,97 |
| 1984 | Jocurile Olimpice   | Los Angeles, Statele Unite | 1   | 4×100 m   | 41,65 |
| 1988 | Jocurile Olimpice   | Seul, Coreea de Sud        | 2   | 100 m     | 10,83 |
| 1988 | Jocurile Olimpice   | Seul, Coreea de Sud        | 1   | 4×100 m   | 41,98 |
| 1991 | Campionatul Mondial | Tokio, Japonia             | 5   | 100 m     | 11,30 |
| 1991 | Campionatul Mondial | Tokio, Japonia             | –   | 4×100 m   | NT    |
| 1992 | Jocurile Olimpice   | Barcelona, Spania          | 9   | 100 m     | 11,29 |
| 1992 | Jocurile Olimpice   | Barcelona, Spania          | 1   | 4×100 m   | 42,11 |

## Recorduri personale
| Probă   | Performanță | Dată           | Locație          |
| ------- | ----------- | -------------- | ---------------- |
| 100 m   | 10,76 s     | 22 august 1984 | Zürich           |
| 200 m   | 21,83 s     | 24 august 1979 | Montreal         |
| 4×100 m | 41,61 s     | 3 iulie 1983   | Colorado Springs |